# Crossosomatales
Las Crossosomatales son un orden, recientemente reconocido por el AGP II,  de fanerógamas, incluidas dentro de las Rosids, que son parte de los eudicots.  
Las siguientes tres familias se colocan aquí:
- Familia Crossosomataceae
- Familia Stachyuraceae
- Familia Staphyleaceae

Bajo el sistema Cronquist estaban en las Rosales, Violales, y Sapindales, respectivamente. 
Además hay cuatro géneros, cada uno colocado dentro de su propia  familia, que se coloca en este orden por algunos investigadores (ver Matthews et al., abajo). Son Aphloia, Geissoloma, Ixerba, y Strasburgeria.
- Familia Aphloiaceae Archivado el 3 de marzo de 2016 en Wayback Machine.
- Familia Geissolomataceae
- Familia Ixerbaceae
- Familia Strasburgeriaceae